# Gideon Mensah
Gideon Mensah (sinh ngày 18 tháng 7 năm 1998) là một cầu thủ bóng đá người Ghana hiện tại thi đấu cho Red Bull Salzburg của Áo.